# Sicyodes
Sicyodes is een geslacht van vlinders van de familie spanners (Geometridae), uit de onderfamilie Ennominae.

## Soorten
- S. algoaria Felder & Rogenhofer, 1875
- S. cambogiaria Guenée, 1858
- S. coryi Janse, 1932
- S. costipicta Prout, 1932
- S. gynoloxa Prout, 1938
- S. ocellata Warren, 1897
- S. olearis Prout, 1938
- S. olivescens Warren, 1898
- S. warreni Prout, 1938